# Osturňa
Osturňa (deutsch Asthorn, ungarisch Osztornya – bis 1902 Oszturnya) ist eine Gemeinde in der Nordostslowakei mit 277 Einwohnern (Stand 31. Dezember 2024) und ist Teil des Okres Kežmarok im Prešovský kraj. 

## Geographie
Die Gemeinde befindet sich im nordwestlichen Teil der Zipser Magura (slowakisch Spišská Magura) nahe der polnisch-slowakischen Grenze am Bach Osturniansky potok, der sich in Polen über den Nebenfluss Niedziczanka in den Dunajec ergießt. Das Ortszentrum liegt auf einer Höhe von 717 m n.m. und ist 17 Kilometer von Spišská Stará Ves, 40 Kilometer von Kežmarok sowie ungefähr 55 Kilometer von Poprad entfernt.
Nachbargemeinden sind Łapsze Niżne (Ortschaften Łapszanka und Kacwin, in Polen) im Nordwesten, Norden und Nordosten, Veľká Franková im Osten, Malá Franková im Südosten, Ždiar im Süden, Tatranská Javorina im Südwesten sowie Bukowina Tatrzańska (Ortschaft Rzepiska, in Polen) im Westen.

## Geschichte

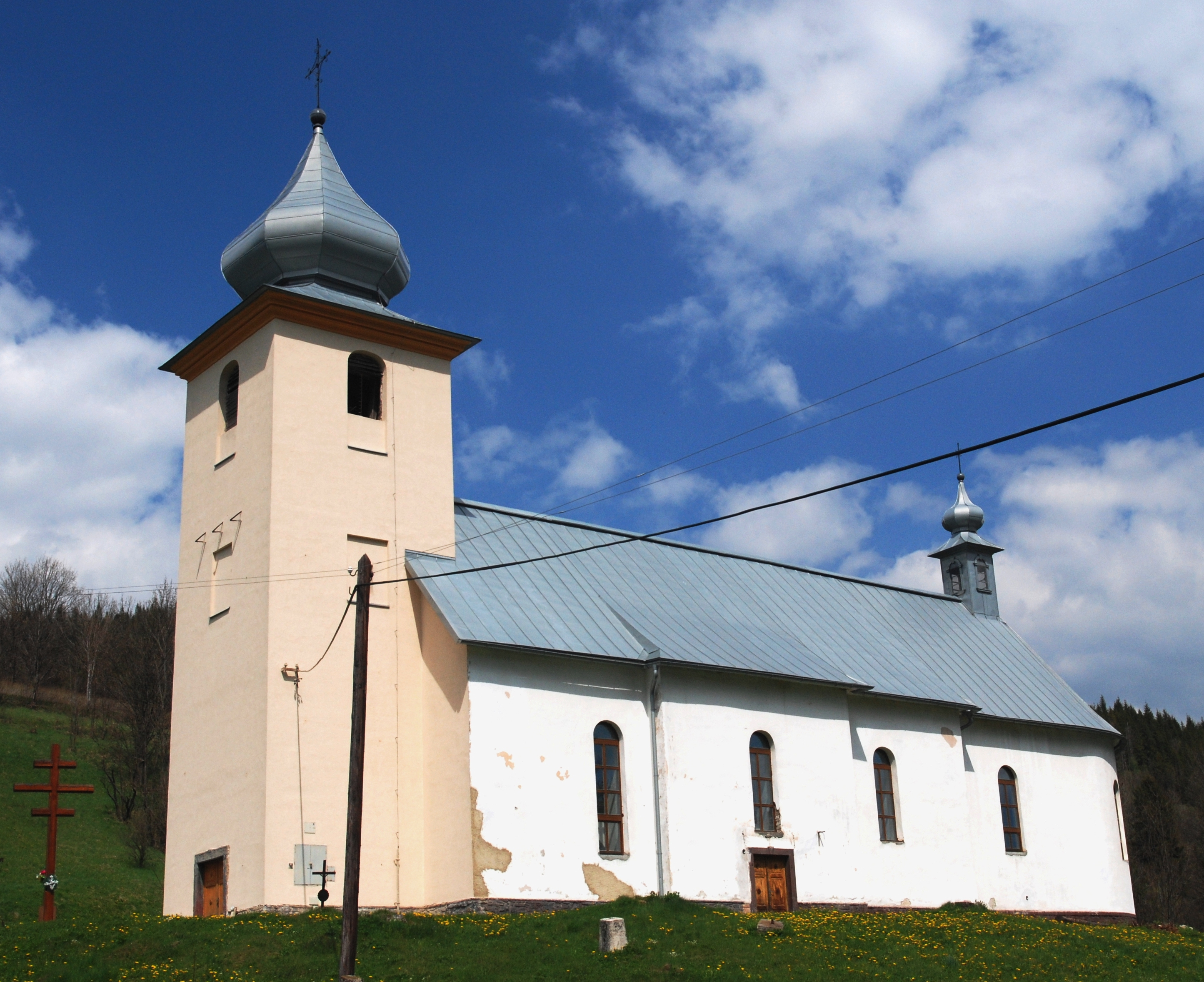
Kirche

Der Ort wurde 1593 als Oszturnya erstmals schriftlich erwähnt und wurde nach walachischem Recht gegründet. Er gehörte zum Herrschaftsgebiet der Burg Niedzica der Familie Horváth-Palocsay. 1787 hatte die Ortschaft 200 Häuser und 1339 Einwohner, 1828 zählte man 252 Häuser und 1809 Einwohner, die als Hirten und Senner beschäftigt waren.
Bis 1918 gehörte der im Komitat Zips liegende Ort zum Königreich Ungarn und kam danach zur Tschechoslowakei beziehungsweise Slowakei.

## Bevölkerung
| Jahr                | 1994 | 2004     | 2014     | 2024     |
| ------------------- | ---- | -------- | -------- | -------- |
| Anzahl der Personen | 464  | 398      | 310      | 277      |
| Unterschied         |      | −14,22 % | −22,11 % | −10,64 % |

| Jahr                | 2023 | 2024    |
| ------------------- | ---- | ------- |
| Anzahl der Personen | 280  | 277     |
| Unterschied         |      | −1,07 % |

## Ortsbild

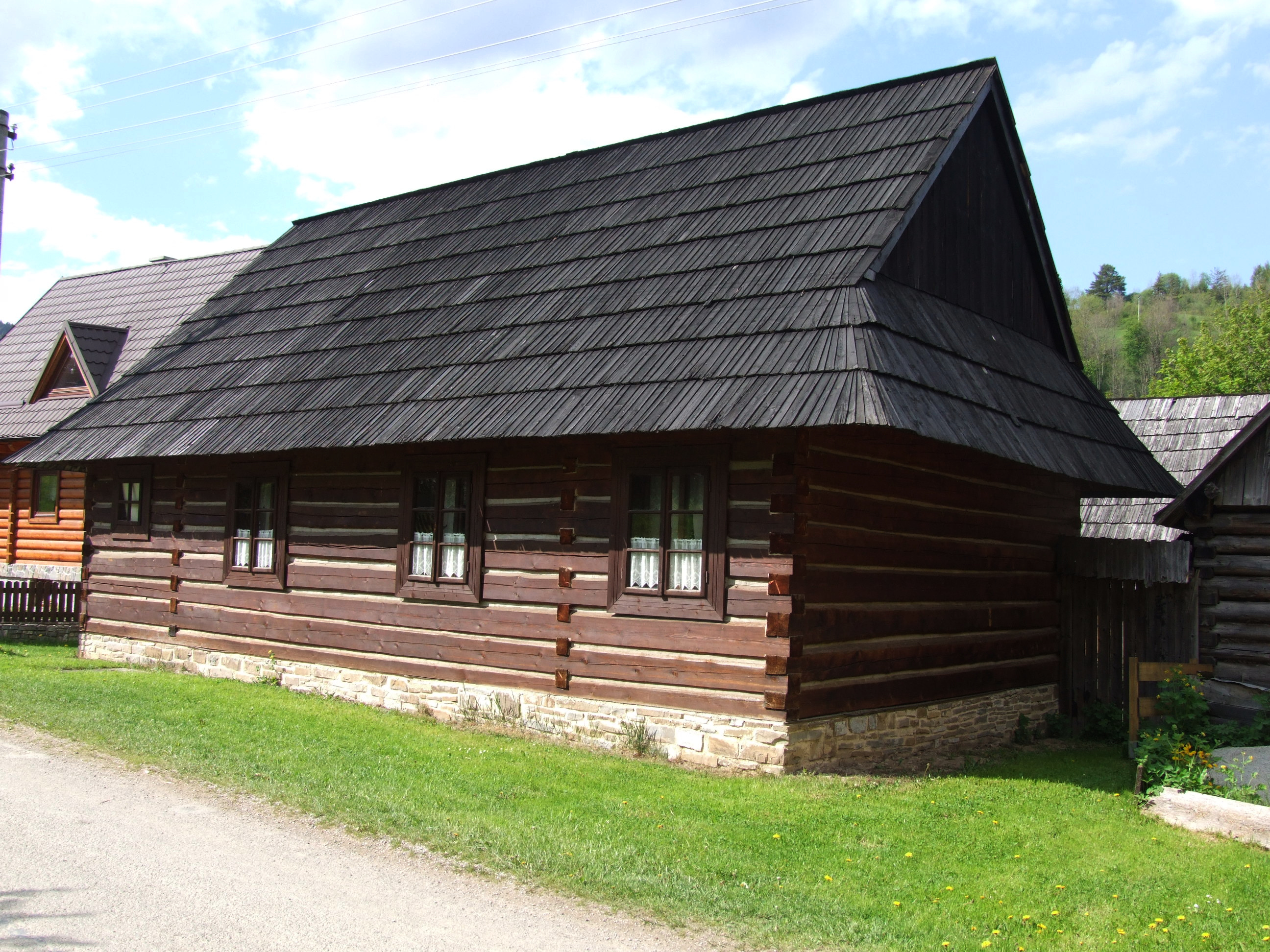
Typisches Haus in Osturňa

Im etwa neun Kilometer langen und von einer Minderheit der Russinen, westlichste Teilgruppe der Lemken, bewohnten Straßendorf steht eine griechisch-katholische Kirche im klassizistischen Stil aus dem Jahr 1746. Osturňa bildet die westlichste Sprachinsel der russinischen Sprache und die westlichste Siedlungsinsel der griechisch-katholischen Lemken. In den Nachbardörfern leben römisch-katholische, traditionell ebenfalls vorwiegend von Weidewirtschaft lebende Goralen, die in der Slowakei und schon im Königreich Ungarn zu den Slowaken gezählt werden, deren goralische Dialekte aber eine große Nähe zu kleinpolnischen Dialekten haben. Die ursprünglich russinischen, griechisch-katholischen Bewohner gingen nach dem Ersten Weltkrieg aber dazu über, sich in Volkszählungen als „Tschechoslowaken“, nach dem Zweiten Weltkrieg als Slowaken zu bezeichnen, was bis ins 21. Jahrhundert ihre unveränderte Identifikation geblieben ist. Seit 1979 ist Osturňa ein Volksarchitekturreservat. Grund des Schutzes sind vor allem die für die lemkische Kultur typischen Gebäude, die häufig zu geschlossenen Hofeinheiten zusammengefasst sind.